# Jessica Steffens
Jessica Steffens, född 7 april 1987 i San Francisco, är en amerikansk vattenpolospelare. Hon är syster till Maggie Steffens.
Steffens har ingått i USA:s OS-lag vid två olympiska spel. I den olympiska vattenpoloturneringen i Peking gjorde Steffens fem mål, varav två mål i finalen som USA förlorade mot Nederländerna med 9–8. I den olympiska vattenpoloturneringen i London gjorde hon ett mål. I vattenpoloturneringen vid världsmästerskapen i simsport 2009 gjorde Steffens fyra mål och vid Panamerikanska spelen 2007 blev hennes målsaldo fem mål. I samband med den amerikanska segern vid olympiska sommarspelen 2012 åstadkom Steffens bedriften att ha tagit guld vid OS, VM och Panamerikanska spelen.